# احمدآباد (مقاطعة فيروزآباد)
احمدآباد (بالفارسية: احمدآباد) هي قرية تقع في قسم أحمد آباد الريفي في إيران. يقدر عدد سكانها بـ 1,059 نسمة .